# Garena
Garena – producent i wydawca gier z siedzibą w Singapurze. Stanowi spółkę zależną Sea Limited.
Zajmuje się tworzeniem gier sieciowych oraz gier na platformy mobilne. Stworzona przez firmę gra Garena Free Fire miała w 2019 r. ponad 450 mln zarejestrowanych użytkowników.